# Pietro Antonio Cataldi
Pietro Antonio Cataldi, italijanski matematik, * 15. april 1548, Bologna, Italija, † 11. februar 1626, Bologna.

## Življenje in delo
Cataldi je poučeval matematiko in astronomijo v Firencah in Bologni. Leta 1583 je od Dantija prevzel mesto predavatelja matematike na Univerzi v Bologni. Raziskoval je tudi probleme v zvezi z vojaštvom. Ukvarjal se je z verižnimi ulomki. Malo za Bombellijem je verižni ulomek za {\displaystyle {\sqrt {2}}} pisal kot:
{\displaystyle {\sqrt {2}}=1.\,} &{\displaystyle {1 \over 2}.} &{\displaystyle {1 \over 2}.} &{\displaystyle {1 \over 2}\!\,,}
kar je že zelo podobno našemu načinu pisanja:
{\displaystyle {\sqrt {2}}=[1;2,2,2,\;\cdots ]\equiv [1;{\overline {2}}]\!\,.}
Podobno kot Bombelli je tudi Cataldi s periodičnim verižnim ulomkom izrazil kvadratno iracionalno število {\displaystyle {\sqrt {18}}\ }:
{\displaystyle {\begin{aligned}{\sqrt {18}}&=[4;{\overline {4,8}}]\\&=\left\{4,{\frac {17}{4}},{\frac {140}{33}},{\frac {577}{136}},{\frac {4756}{1121}},{\frac {19601}{4620}},{\frac {161564}{38081}},{\frac {665857}{156944}},{\frac {5488420}{1293633}},{\frac {22619537}{5331476}},{\frac {186444716}{43945441}},\ \cdots \right\}\!\,\end{aligned}}}
Cataldi je sistematično zapisal verižne ulomke v svoji razpravi Trattato del modo brevissimo di trovare la radice quadra delli numeri et regole da approssimarsi di continuo al vero nelle radici de' numeri non quadrati, con le cause & invenzioni loro o iskanju kvadratnih korenov števil, objavljeni v Bologni leta 1613.
V letu 1588 je našel 6. in 7. popolno število za n = 17, 19, ki sta tudi Mersennovi praštevili. Rekord največjega znanega praštevila je obdržal 184 let, dokler Euler leta 1772 ni odkril osmo Mersennovo praštevilo, 231 - 1.
Hotel je dokazati Evklidov peti postulat o vzporednici.